# Léopold II (margrave d'Autriche)
 (janvier 2025).
Pour les articles homonymes, voir Léopold II et Léopold d'Autriche.
Léopold II dit le Beau, né en 1050 et mort le 12 octobre 1095 à Gars am Kamp, est un prince de la maison de Babenberg, fils du margrave Ernest d'Autriche. Il fut le cinquième margrave d'Autriche de 1075 à sa mort. Un partisan de la réforme grégorienne, il s'opposait avec force au règne de l'empereur Henri IV pendant la querelle des Investitures. Sous sa tutelle, l'organisation ecclésiastique dans le margraviat d'Autriche a été profondément réformé par l'évêque Altmann de Passau.

## Biographie
Léopold est le fils aîné d'Ernest de Babenberg, margrave d'Autriche, et de son épouse Adélaïde de Wettin († 1071), une fille du margrave Dedo II de Lusace. Les Babenberg ont régné sur le margraviat d'Autriche depuis 976. Son père, un fidèle du roi Henri IV et de la dynastie franconienne, est tué combattant la révolte des Saxons en 1075.
Léopold, comme son père, prend d'abord le parti de Henri IV quand la querelle des Investitures éclate lors de la promulgation du Dictatus papæ par le pape Grégoire VII. Le margrave reçut de vastes donations en tant que récompense pour sa fidélité. ; même après la pénitence de Canossa de janvier 1077, il était présente à la cour impériale. D'un autre coté, toutefois, il a été un promoteur de la réforme grégorienne, sous l'influence de sa femme Ida de Cham et de l'évêque Altmann de Passau dont le diocèse s'étendait sur l'Autriche. Les relations avec la dynastie franconienne se dégradent après que Rodolphe de Rheinfelden était élu antiroi à Forchheim le 15 mars, avec le soutien des princes ecclésiastiques. En conséquence, l'évêque Altmann a été chassé de sa résidence à Passau et s'enfuit en Autriche. En 1079, les forces de Henri IV envahirent le margraviat et Léopold était contraint de se soumettre à l'autorité impériale.
L'année suivante, Rodolphe de Rheinfelden meurt dans la lutte contre les troupes du roi Henri, mais un nouveau antiroi, Hermann de Salm, fut élu en 1081. Le margrave Lèopold changea définitivement de camp en adoptant ouvertement la position des insurgents ; en été, il a convoqué une réunion avec l'aristocratie d'Autriche au palais impérial de Tulln pour se désolidariser du roi et déclarer son soutien au pape et à son légat Altmann de Passau. Il est immédiatement déposé par le roi, présente à ce moment-là en Italie, qui donne son fief à son partisan le duc Vratislav II de Bohême. Ce dernier a essayé d'imposer l'exécution d'Empire ; le 12 mai 1082, il bat Léopold à la bataille de Mailberg et ses forces dévasté le Nord du margraviat. En fin de compte, Léopold réussit à conserver sa position, mais il perd une partie du territoire au-delà de la rivière Thaya qui a été incorporée dans la Moravie du Sud.
Après que Henri IV est couronné empereur par l'antipape Clément III en 1084, Léopold renonçait à de nouvelles attaques. Vratislav II de Bohême n'a pas pu obtenir l'Autriche, mais il a reçu le titre de roi de Bohême en 1085. Plus tard, en 1100, une fille du margrave Léopold, Gerberge, épousa le fils de Vratislav, Bořivoj II de Bohême

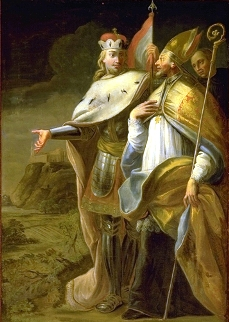
Léopold (á gauche) remit aux bénédictins l'abbaye de Melk, fresque au plafond (vers 1745).

Léopold, comme ses ancêtres, résidait à Melk dans la Wachau au bord du Danube, une forteresse déjà mentionnée en 831 et indiquée dans la La Chanson des Nibelungen qui avait été conquise par le margrave Léopold Ier de Babenberg après sa nomination en 976. Quelque temps plus tard, toutefois, il transféra sa résidence à Gars am Kamp dans une zone proche de la frontière avec le duché de Bohême. Le 21 mars 1089, Léopold a aidé à la fondation de l'abbaye de Melk, en faisant don du terrain à l'ordre de Saint-Benoît.

## Mariage et descendance
Léopold épouse Ida, possiblement une fille du comte bavarois Rapoto IV de Cham, dont il a :
- Adélaïde (morte après 1120), mariée au comte Thierry II de Vornbach (Formbach) ;
- Élisabeth (morte en 1107), mariée à Ottokar II, margrave de Styrie[1] ;
- Gerberge (morte en 1142), mariée en 1100 à Bořivoj II, duc de Bohême[1] ;
- Léopold III (1073-1136), margrave d'Autriche[1] ;
- Ida, mariée au prince Luitpold de Znojmo, fils du duc Conrad Ier de Bohême ;
- Euphémie, mariée au comte Conrad Ier de Peilstein ;
- Sophie (morte en 1154), mariée à Henri III d'Eppenstein, duc de Carinthie (mort en 1122), puis en 1128 à Sighard, comte de Burghausen (mort en 1142)[1].